# Sança de Castella (1006-1027)
Sança de Castella (ca. 1006-26 de juny de 1026/27) va ser una infanta castellana, filla del comte Sanç Garcia de Castella i d'Urraca Salvádorez. Va ser comtessa consort de Barcelona pel seu casament amb Berenguer Ramon I. El matrimoni va ser concertat, segons el cronista àrab Ibn Hayyim, a Saragossa pel seu pare i Ramon Borrell I, a inicis del regnat de l'emir Al-Múndhir, qui hauria promogut el casament d'ambdós amb l'objectiu de cercar una aliança entre Castella i Barcelona per aturar l'amenaça expansionista del rei de Navarra, Sanç III, i demostra que les relacions entre cristians i musulmans era més complexa del que es tendeix a mostrar. L'acta matrimonial va ser signada en presència de personalitats d'ambdós territoris i membres de la cort musulmana de Saragossa, possiblement també hi era present Ermessenda de Carcassona. No obstant això, la cerimònia no es va celebrar fins anys després, perquè encara eren infants quan van ser promesos, i estan documentats formalment com a casats el 1021. Seguint el costum de la casa comtal, Berenguer va associar a Sança al govern, i amb això va provocar conflictes amb la comtessa regent Ermessenda. Es va arribar a una solució el 1023 amb la intervenció de Pere, bisbe de Girona, i germà d'Ermessenda. Sança va morir pocs anys després, el 26 de juny de 1026 o 1027. La parella va tenir tres fills: Ramon Berenguer, Sanç i Estefania. Ramon va heretar els títols de Girona i Barcelona fins al Llobregat, i Sanç les marques que anaven des del Llobregat fins a terres sarraïnes, ubicant la seva capital a Olèrdola.